# Бонаркадо
Бонаркадо (італ. Bonarcado, сард. Bonàrcado) — муніципалітет в Італії, у регіоні Сардинія,  провінція Ористано.
Бонаркадо розташоване на відстані близько 380 км на південний захід від Рима, 110 км на північ від Кальярі, 23 км на північ від Ористано.
Населення — 1603 особи (2014).
Щорічний фестиваль відбувається 7 лютого. Покровитель — San Romualdo.

## Демографія
Населення за роками:

Станом на 1 січня 2023 року в муніципалітеті офіційно проживало 15 іноземців з 7 країн, серед них 5 громадян країн Євросоюзу та 2 громадяни України.

## Сусідні муніципалітети
- Бауладу
- Міліс
- Паулілатіно
- Санту-Луссурджу
- Сенеге